# St-Joseph-Artisan

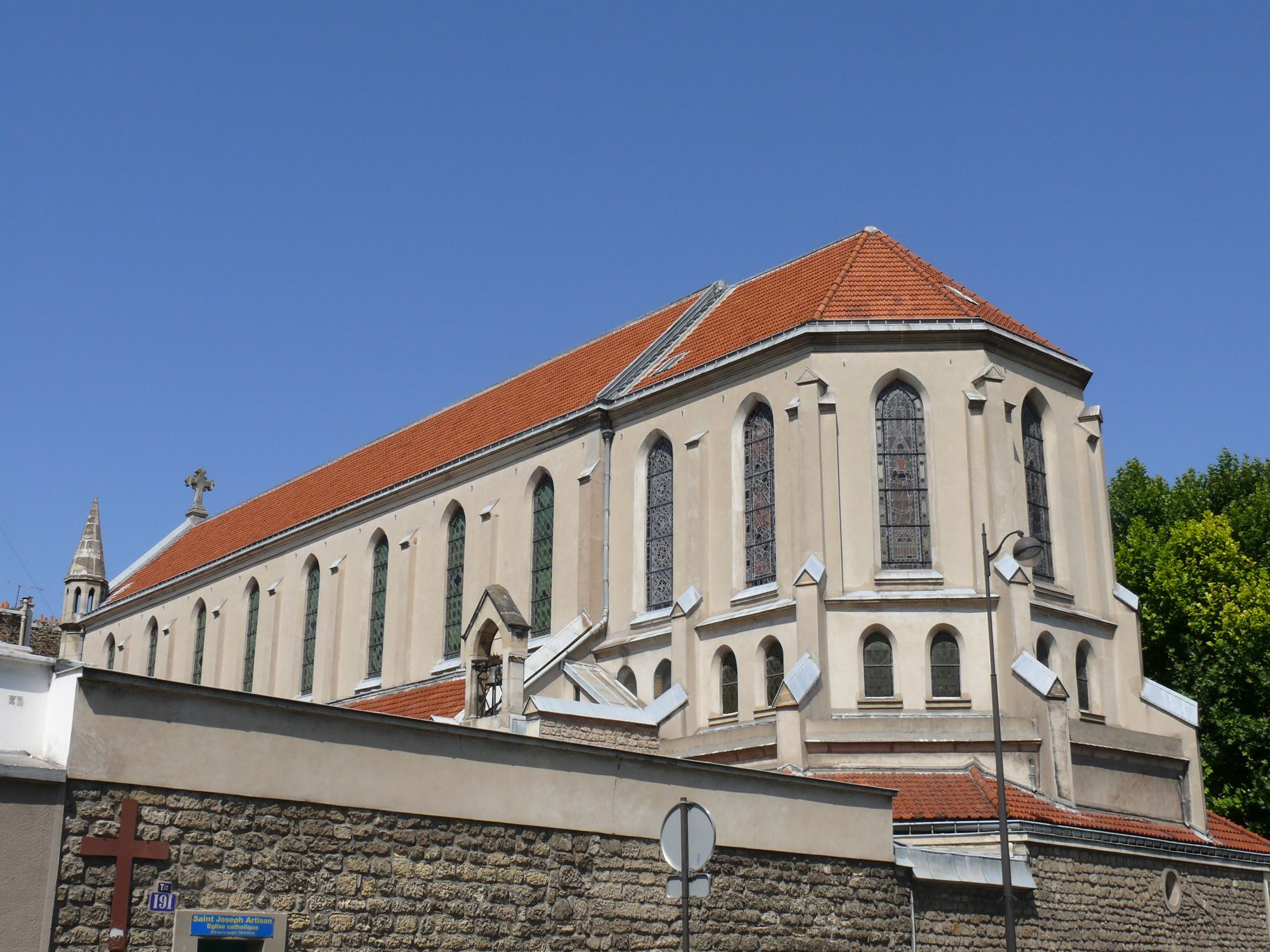
Pfarrkirche Saint-Joseph-Artisan

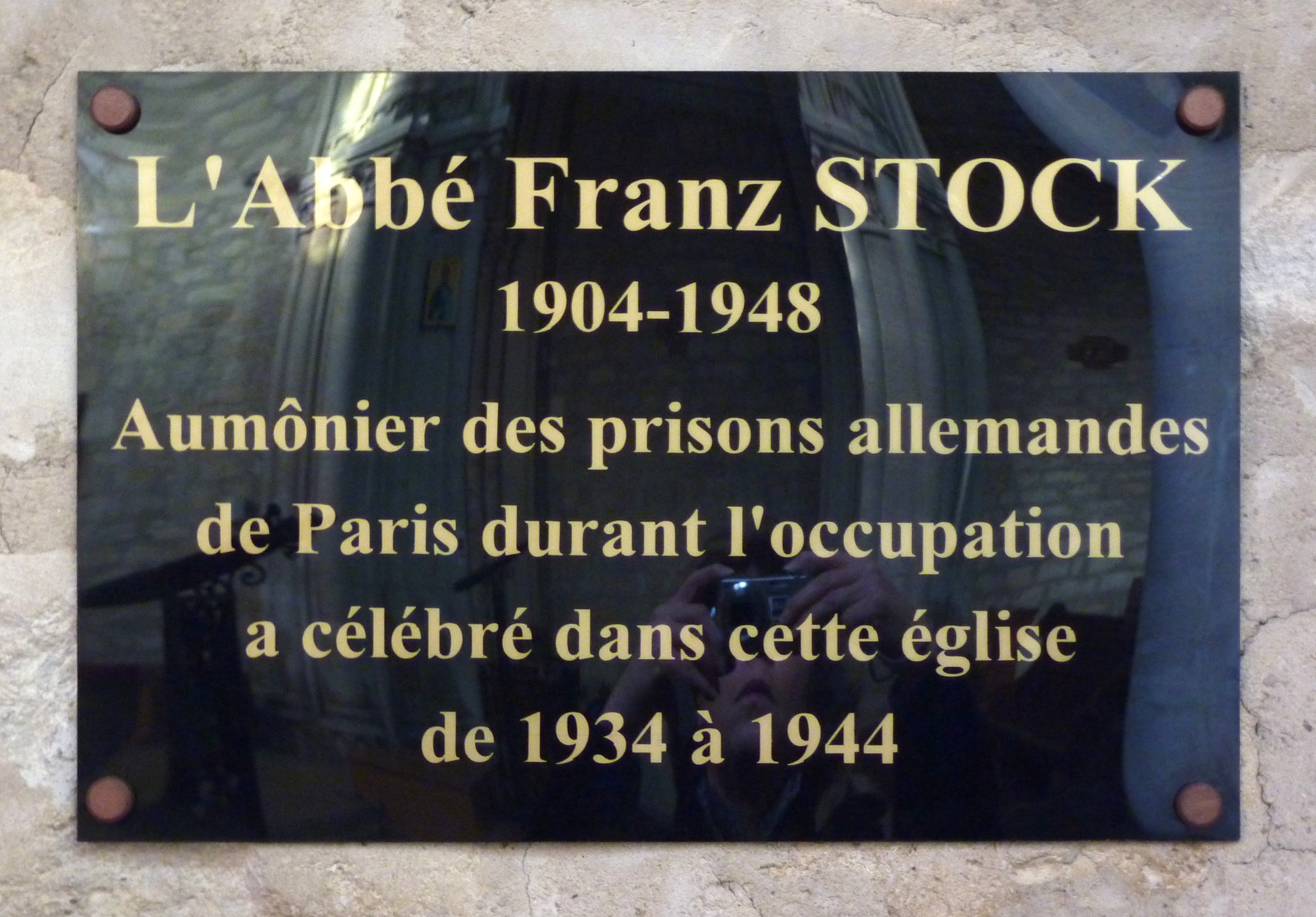
Gedenktafel für Franz Stock

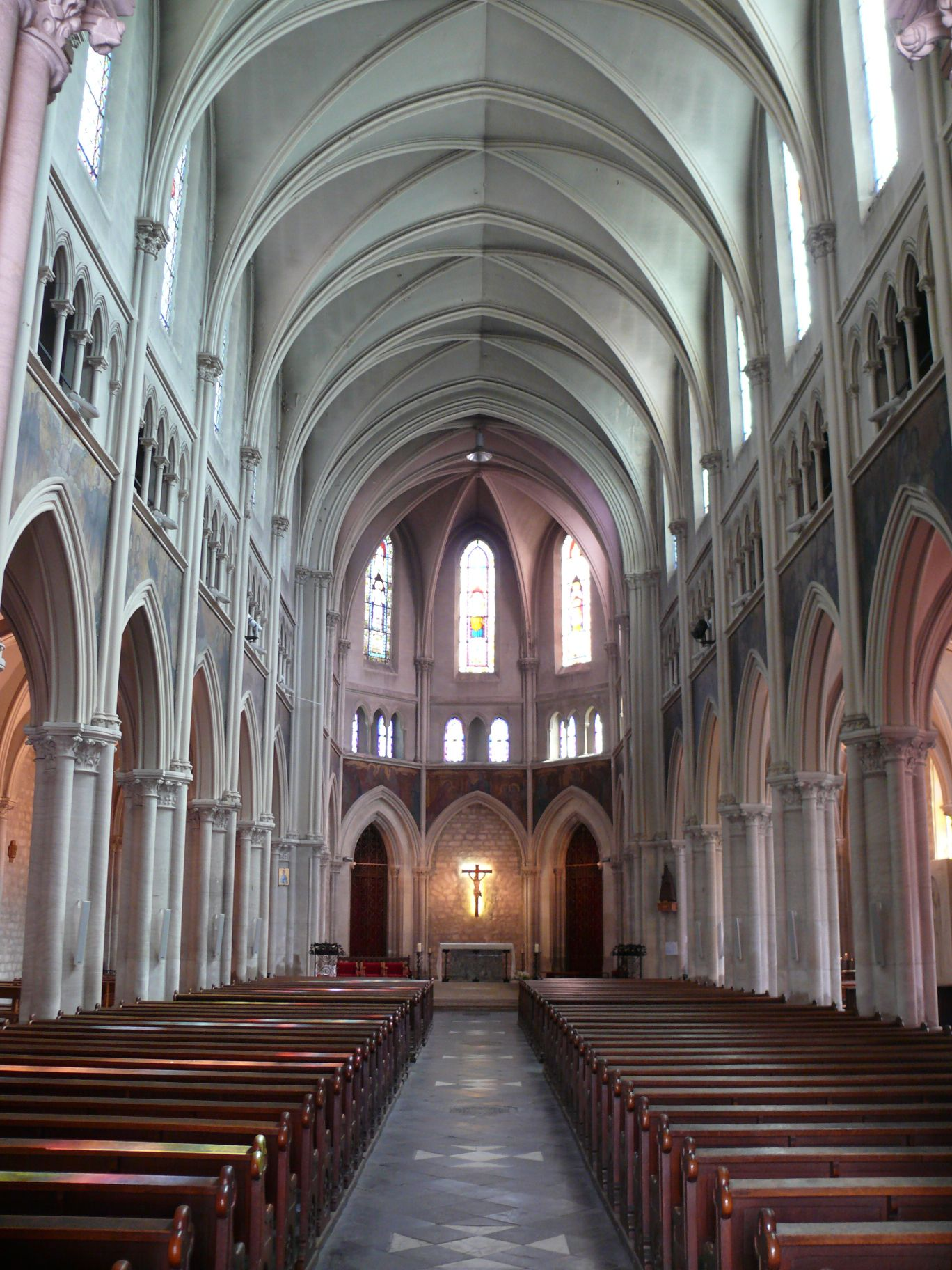
Innenraum

Die katholische Pfarrkirche Saint-Joseph-Artisan wurde in der Mitte des 19. Jahrhunderts im Stil der Neogotik errichtet. Sie war ursprünglich eine Kapelle der deutschen Einwanderer und hieß Saint-Joseph-des-Allemands. Die Kirche befindet sich in der Rue La Fayette Nr. 214 im Quartier de l’Hôpital Saint-Louis im 10. Arrondissement von Paris. Die nächste Metrostation ist Louis Blanc der Linie 7.

## Geschichte
Ab 1830 zog Paris zahlreiche Einwanderer an, die sich vor allem im Osten der Stadt, in den Vierteln um den Canal Saint-Martin und in der Nähe des damaligen Vorortes La Villette niederließen. Dort waren sehr viele Betriebe entstanden, die Arbeitskräfte benötigten. In den 1840er Jahren zählte man 80.000 bis 100.000 deutsche Handwerker und Arbeiter, die in Paris lebten. Um diese Gemeinde seelsorgerisch zu betreuen, gründete der Jesuitenpater Jean-Joseph Chable eine Mission, die als Versammlungsraum zunächst eine Fabrikhalle nutzte. Später wurde eine Kapelle aus Holz errichtet und 1865/66 baute der Architekt Douillard für die aus Deutschland eingewanderten Arbeiter die Kapelle Saint-Joseph-des-Allemands. Bereits 1851 hatte die deutsche Jesuitenmission das Gelände zwischen der Rue Lafayette und dem Quai de Valmy am Canal Saint-Martin erworben. Unterstützt wurde der Bau der Kirche vom österreichischen Kaiser Franz Joseph I. und durch Spenden aus Deutschland und Luxemburg. 1882 musste die Mission aus Geldmangel einen Teil des Grundstücks verkaufen und es wurde ein Wohnhaus vor die Kirche gebaut, sodass die Kirche seitdem nur durch eine Passage von der Rue Lafayette aus zu erreichen ist.
Nach der Schließung der Mission im Jahr 1901 wurden ihre Güter verkauft. 1910 erwarb Maximilien von Sachsen einen Teil der Besitzungen und unterstellte die Kirche 1925 der Betreuung durch die Priester von Sacré-Cœur de Saint-Quentin. Zu diesen gehörte Franz Stock, der während der deutschen Besatzung von 1940 bis 1944 Gefängnisseelsorger in Paris war.
1958 wurde die Kirche zur Pfarrkirche erhoben und erhielt das Patrozinium des heiligen Josef von Nazaret, des Schutzpatrons der Handwerker. Seit 1991 ist die Kirche im Besitz des Erzbistums Paris.

## Architektur
Die Kirche ist dreigeschossig und in acht Joche gegliedert. Spitzbogenarkaden trennen das Hauptschiff von den beiden Seitenschiffen. Über der Arkadenzone verläuft ein Triforium. Haupt- und Seitenschiffe sind mit Kreuzrippengewölben gedeckt.
Die Zwickel der Arkaden sind mit Gemälden des Jesuitenpaters Adolphe Vasseur ausgestaltet. Sie wurden zwischen 1897 und 1901 ausgeführt und stellen über den Mittelschiffarkaden Heilige wie die heilige Elisabeth von Thüringen oder Margareta Maria Alacoque und selig- und heiliggesprochene Jesuiten dar. Die Szenen im Chor sind dem Leben des heiligen Josef, des Kirchenpatrons, gewidmet.

## Bleiglasfenster

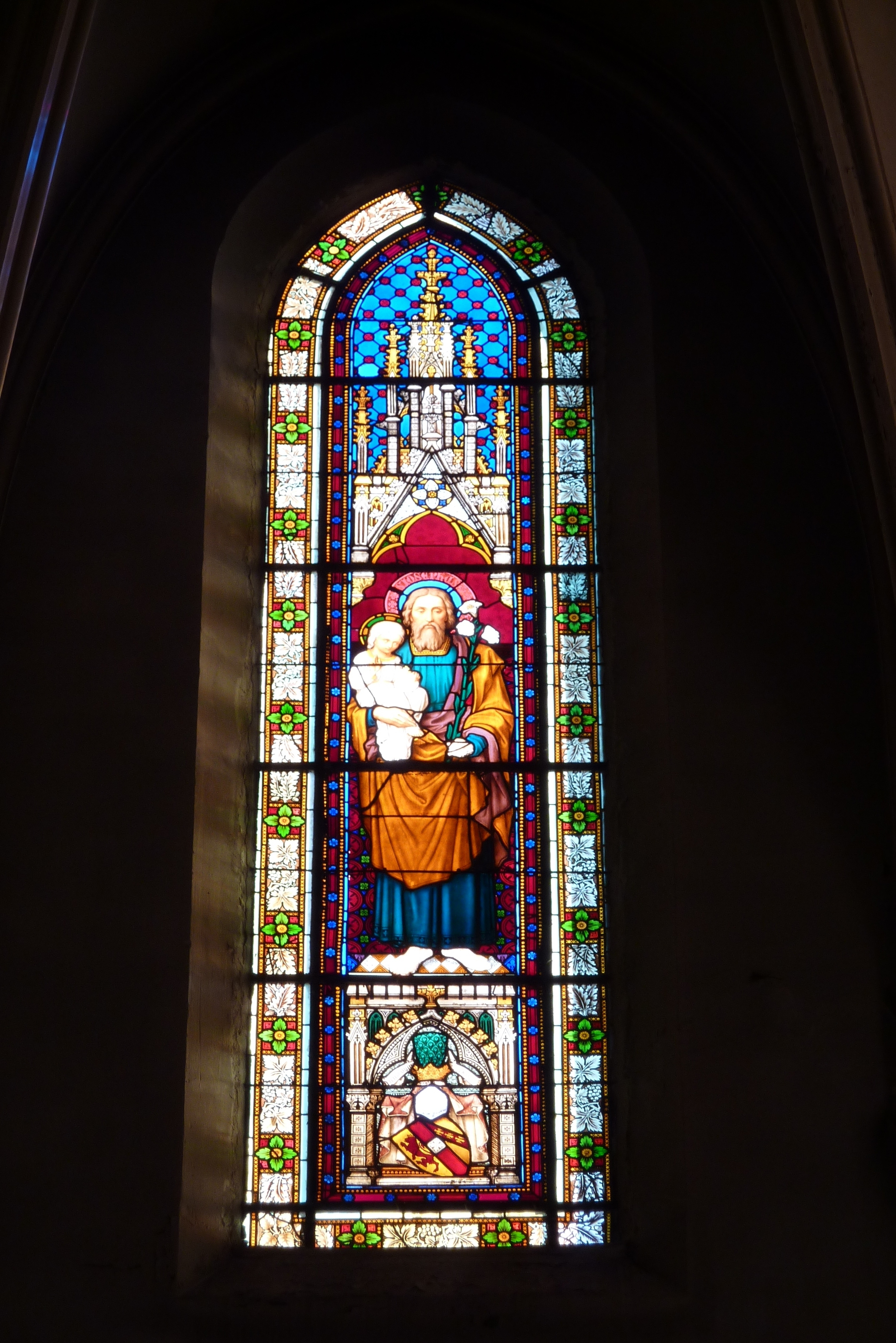
Chorfenster, heiliger Josef

Die großen Bleiglasfenster im Chor stammen von 1873 bis 1875 und stellen den heiligen Franz von Assisi (links), die heilige Elisabeth von Thüringen (rechts) und den heiligen Josef mit dem Jesuskind dar. Sie waren ein Geschenk der österreichischen Botschaft und sollen an Kaiser Franz Joseph I. und seine Gemahlin, die Kaiserin Elisabeth, erinnern. In der unteren Scheibe des Josefsfensters sind die Wappen des Hauses Habsburg-Lothringen dargestellt. Die Fenster des Triforiums tragen Inschriften in deutscher Sprache: „Jüngl. Verein“, „Frauen Congr.“, „Sacram. Verein“, „Männer Verein“. 
Die fünf modernen Fenster in den Seitenschiffen wurden 2004 von dem Dominikanerpater Kim En Joong entworfen und von der Glasmalerei Loire in Chartres ausgeführt.

## Orgel

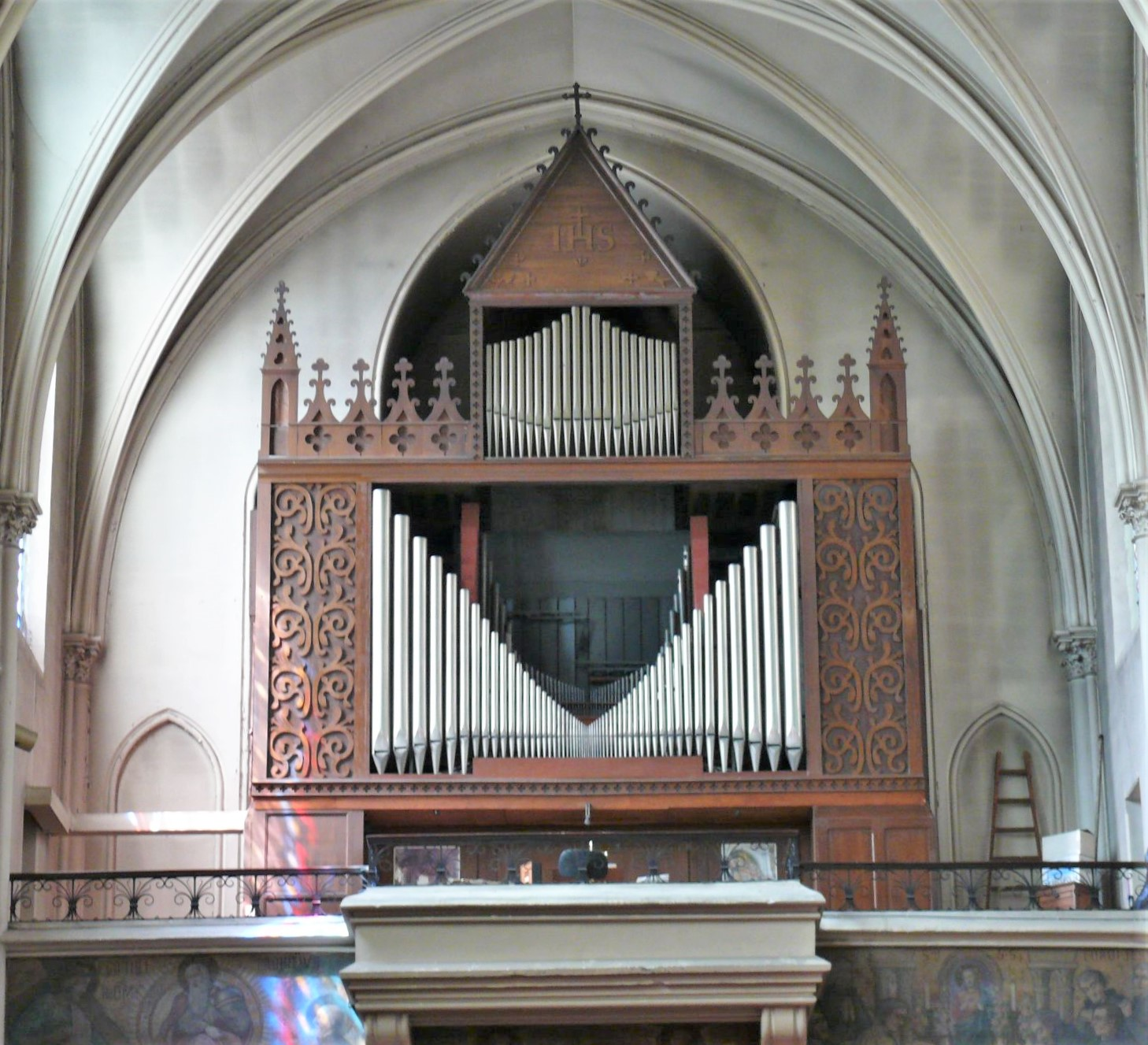
Orgel

Die Orgel wurde 1966 von dem Orgelbauer Gonzalez eingebaut. Das Instrument hat 26 Register auf zwei Manualwerken und Pedal. Die Trakturen sind elektrisch.
| I Grand Orgue C–g3 |                |     |
| 01.                | Bourdon        | 16′ |
| 02.                | Montre         | 08′ |
| 03.                | Bourdon        | 08′ |
| 04.                | Flûte          | 08′ |
| 05.                | Prestant       | 04′ |
| 06.                | Flûte          | 04′ |
| 07.                | Doublette      | 02′ |
| 08.                | Plein-jeu IV 0 |     |
| 09.                | Cornet V       |     |
| 10.                | Bombarde       | 16′ |
| 11.                | Trompette      | 08′ |
| 12.                | Clairon        | 04′ |

| II Récit expressif C–g3 |              |        |
| 13.                     | Principal    | 8′     |
| 14.                     | Gambe        | 8′     |
| 15.                     | Voix céleste | 8′     |
| 16.                     | Flûte        | 4′     |
| 17.                     | Nasard       | 2 ⁄3′  |
| 18.                     | Quarte       | 2′     |
| 19.                     | Tierce       | 1 3⁄5′ |
| 20.                     | Cromorne     | 8′     |

| Pédale C–f1 |           |     |
| 21.         | Soubasse  | 16′ |
| 22.         | Flûte     | 08′ |
| 23.         | Flûte     | 04′ |
| 24.         | Bombarde  | 16′ |
| 25.         | Trompette | 08′ |
| 26.         | Clairon   | 04′ |

- Koppeln: II/I, I/P, II/P.